# Aleš Matějů
Aleš Matějů (* 3. června 1996 Příbram) je český profesionální fotbalista, který hraje na pozici pravého obránce za italský klub Spezia Calcio a za český národní tým.
Mimo Česko a Itálii působil na klubové úrovni ještě v Nizozemsku a v Anglii.

## Klubová kariéra
Aleš Matějů je odchovancem 1. FK Příbram. Do klubu přišel ze Sokolu Rosovice. Jako dorostenec hostoval v nizozemském klubu PSV Eindhoven.

### 1. FK Příbram
V 1. české lize debutoval v dresu Příbrami 30. 8. 2014 v 6. kole proti 1. FC Slovácko (prohra 1:4), v 84. minutě vystřídal Martina Zemana. Svůj první ligový gól za klub vsítil ve 28. kole na půdě FK Teplice, když ve 45. minutě otevřel skóre zápasu. Utkání nakonec skončilo nerozhodně 1:1. Celkem za klub během jednoho ročníku odehrál 15 ligových střetnutí.

### FC Viktoria Plzeň
Po sezóně 2014/15 ho společně se spoluhráčem Janem Suchanem koupil klub FC Viktoria Plzeň, hráč podepsal smlouvu do léta 2019.

#### Sezóna 2015/16
Debutoval v ligovém utkání 1. srpna 2015 proti FK Dukla Praha (prohra 0:1), odehrál celé utkání. S Viktorkou se představil v základní skupině Evropské ligy UEFA, kde bylo mužstvo nalosováno do skupiny E společně s FK Dinamo Minsk (Bělorusko), Villarreal CF (Španělsko) a Rapid Vídeň (Rakousko). V konfrontaci s těmito týmy Západočeši získali čtyři body, skončili na 3. místě a do jarní vyřazovací části nepostoupili. Za Plzeň v základní skupině Evropské ligy odehrál dvě utkání, nastoupil v odvetě proti Dinamu Minsk a Villarrealu.
Od 13. kola nastupoval v ligových utkáních pravidelně v základní sestavě Plzně na postu pravého obránce. V ročníku 2015/16 získal tři kola před konce sezony s Viktorkou mistrovský titul, klub dokázal ligové prvenství poprvé v historii obhájit.

#### Sezóna 2016/17
S Viktorkou postoupil přes ázerbájdžánský Qarabağ FK (remízy 0:0 a 1:1) do 4. předkola - play-off Ligy mistrů UEFA, což znamenalo jistou podzimní účast Plzně v evropských pohárech. Ve 4. předkolo LM museli Západočeši proti bulharskému PFK Ludogorec Razgrad dohánět v odvetě na domácí půdě dvougólové manko. Matějů vstřelil v 64. minutě gól, který však v konečném důsledku na postup do základní skupině LM nestačil (zápas skončil 2:2). Plzeń se tak musela spokojit s účastí ve skupinové fázi Evropské ligy UEFA, kde byl klub nalosován do základní skupiny E společně s AS Řím (Itálie), Austria Vídeň (Rakousko) a FC Astra Giurgiu (Rumunsko).
V prvním kole odehrál Matějů za Viktorku celý zápas a Plzeň remizovala 15. 9. 2016 na domácí půdě s AS Řím 1:1. K dalšímu zápasu základní skupiny cestovala Plzeň 29. září 2016 do Rakouska, kde se střetla s Austrií Vídeň. Matějů nastoupil na celé střetnutí, které skončilo bezbrankovou remízou. Ve 3. kole proti Giurgiu (prohra 1:2) zůstal pouze na lavičce náhradníků. V Odvetě hrané 3. listopadu 2016 na hřišti Astry předvedla Viktorka velmi kvalitní výkon, ale v konečném důsledku jen remizovala se soupeřem 1:1. V dalším střetnutí Plzeň definitivně ztratila naději na postup, když podlehla římskému AS v poměru 1:4. Z výhry se Západočeši radovali až v posledním střetnutí hraném 8. prosince 2016 (Matějů v tomto zápase nebyl ani na lavičce náhradníků), kdy před domácím publikem otočili zápas proti Austrii Vídeň z 0:2 na 3:2, přestože od 18. minuty hráli oslabeni o jednoho hráče. Plzeň touto výhrou ukončila 14 zápasovou sérii bez vítězství v Evropské lize. Viktoria skončila v základní skupině na třetím místě.

### Brighton & Hove Albion FC
Na začátku srpna 2017 přestoupil z Viktorie Plzeň do klubu Brighton & Hove Albion, nováčka anglické Premier League. Podepsal tříletý kontrakt a v klubu se setkal s krajanem Jiřím Skalákem. Stal se osmou letní posilou týmu, v médiích se uváděla přestupní částka 70 milionů Kč.

### Brescia Calcio
V sezoně 2018/2019 byl zapůjčen do italského klubu Brescia Calcio, který postoupil do Série A. Matějů nastoupil do 22 zápasů a odehrál 1602 minut. V červenci 2019 do klubu přestoupil. Během působení v italském klubu si připsal i jeden skandál, když v listopadu 2018 boural pod vlivem alkoholu.

## Reprezentační kariéra
Nastupoval za české mládežnické reprezentace od kategorie U16.

## Osobní život
Jeho fotbalovým vzorem je Cristiano Ronaldo.

## Úspěchy

### Individuální
- Objev sezóny 2014/15 nejvyšší české ligy v anketě LFA (Ligové fotbalové asociace)[22]